# Sikstinska kapela
Sikstinska kapela (latinščina Sacellum Sixtinum; italijansko Cappella Sistina [kapˈpɛlla siˈstiːna]) je kapela v Apostolski palači v Vatikanu in uradna rezidenca papeža. Prvotno znana kot Cappella Magna (velika kapela), kapela dobi ime po papežu Sikstu IV., ki jo je dal zgraditi med letoma 1473 in 1481. Od takrat je kapela služila kot kraj verske in funkcionarne papeške dejavnosti. Danes je to mesto papeškega konklava, procesa, s katerim se izbere novi papež. Slava Sikstinske kapele je predvsem v freskah, ki krasijo notranjost, zlasti na stropu Sikstinske kapele in Michelangelove Poslednje sodbe.
V času vladavine Siksta IV. je skupina renesančnih slikarjev, v kateri so bili Sandro Botticelli, Pietro Perugino, Pinturicchio, Domenico Ghirlandaio in Cosimo Rosselli, ustvarila vrsto fresk, ki prikazujejo Mojzesovo življenje in Življenje Jezusa Kristusa, izravnane z papeževimi portreti zgoraj in trompe l'oeil draperija spodaj. Te slike so bile dokončane leta 1482, 15. avgusta 1483 pa je Sikst IV. daroval prvo mašo v Sikstinski kapeli za praznik Marijinega vnebovzetja, na kateri slovesnost je bila kapela posvečena in posvečena Devici Mariji.
Med letoma 1508 in 1512 je Michelangelo pod pokroviteljstvom papeža Julija II. poslikal strop kapele, projekt, ki je spremenil potek zahodne umetnosti in velja za enega večjih umetniških dosežkov človeške civilizacije.  V drugačnem političnem ozračju se je po pustošenju Rima vrnil in med letoma 1535 in 1541 naslikal Poslednjo sodbo za papeža Klemena VII. in Pavla III.. Slava Michelangelovih slik je v kapelo privabila številne obiskovalce, odkar so bile razkrite pred petsto leti.

## Zgodovina
Čeprav je znana kot lokacija papeških konklavov, je glavna funkcija Sikstinske kapele Papeška kapela (Cappella Pontificia - duhovniki, ki se udeležujejo verskih obredov v svojih liturgičnih oblačilih ali v oblačilih, ki ustrezajo njihovemu položaju in funkciji), enega od dveh teles papeškega gospodinjstva, ki se je do leta 1968 imenoval Papeški dvor (Pontificalis Aula). V času papeža Siksta IV. v poznem 15. stoletju je Papeško kapelo sestavljalo približno 200 ljudi, med njimi duhovniki, uradniki Vatikana in ugledni laiki. Papeški koledar je med letom predpisal 50 priložnosti, da se mora sestati celotna Papeška kapela.  Od teh 50 priložnosti je bilo 35 maš, od tega 8 v bazilikah, na splošno v sv. Petru, udeležile pa so se jih velike kongregacije. Mednje so spadale božične in velikonočne maše, pri katerih je daroval papež sam. Ostalih 27 maš bi lahko imeli v manjšem, manj javnem prostoru, za katerega je bila uporabljena Cappella Maggiore, preden je bila obnovljena na istem mestu kot Sikstinska kapela.
Cappella Maggiore je dobila ime, Velika kapela, iz dejstva, da je bila za vsakodnevno čaščenje v uporabi kot druga kapela, ki sta jo uporabljala papež in njegovo spremstvo. V času papeža Siksta IV. je bila to kapela papeža Nikolaja V., ki jo je okrasil fra Angelico. Cappella Maggiore je zapisana kot obstoječa leta 1368. Glede na sporočilo Andreasa iz Trebizonda papežu Sikstu IV., je bila Cappella Maggiore v času rušenja, da bi naredila prostor za sedanjo kapelo, v ruševinastem stanju s poševnimi stenami.Pietrangeli 1986</ref>
Sedanjo kapelo na mestu Cappelle Maggiore je zasnoval Baccio Pontelli za papeža Siksta IV., po katerem nosi ime in je bila zgrajena pod nadzorom Giovannina de Dolcija med letoma 1473 in 1481. Zdi se, da deleži sedanje kapele tesno sledijo izvirniku. Po dokončanju so kapelo okrasili s freskami številni najbolj znani umetniki visoke renesanse, med drugim Sandro Botticelli, Domenico Ghirlandaio, Pietro Perugino in Michelangelo.
Prva maša v Sikstinski kapeli je bila 15. avgusta 1483, na praznik Marijinega vnebovzetja, na kateri slovesnosti je bila kapela posvečena in posvečena Devici Mariji.
Sikstinska kapela je ohranila svojo funkcijo do danes in še naprej gosti pomembne službe papeškega koledarja, razen če papež potuje. Obstaja stalni zbor, zbor Sikstinske kapele (italijansko Coro della Cappella Musicale Pontificia Sistina), za katerega je napisano veliko avtorske glasbe, najbolj znano delo pa je Gregoria Allegrija Miserere.

### Papeški konklave
Ena od funkcij Sikstinske kapele je prizorišče volitev vsakega naslednjega papeža v konklavu kardinalskega zbora. Ob konklavu je v strehi kapele nameščen dimnik, iz katerega kot signal spustijo dim. Če se pojavi bel dim, ki nastane s sežiganjem volilnih glasovnic, je bil izvoljen novi papež. Če noben kandidat ne prejme zahtevanih dveh tretjin glasov, kardinali pošljejo črni dim, ki nastane s sežiganjem glasovnic skupaj z mokro slamo in kemičnimi dodatki, to pomeni, da do uspešnih volitev še ni prišlo.
Prvi papeški konklave, ki je potekal na Sikstinski kapeli, je bil konklave leta 1492, ki je potekal od 6. do 11. avgusta istega leta in v katerem je bil izvoljen papež Aleksander VI., znan tudi kot Rodrigo Borgia.
Konklave je kardinalom zagotovil tudi prostor, v katerem so slišali mašo, v katerem so lahko jedli, spali in preživeli čas, ko so jih obiskali služabniki. Od leta 1455 so konklavi potekali v Vatikanski palači; do velike razkola so potekali v dominikanskem samostanu Santa Maria sopra Minerva. Apostolska ustava Janeza Pavla II. Universi Dominici gregis od leta 1996 zahteva, da se kardinali v času papeškega konklava naselijo v Domus Sanctae Marthae (Dom svete Marte, italijansko Casa Santa Marta), vendar naj se še naprej glasuje v Sikstinski kapeli.
Med konklavi so včasih za vsakega kardinala – volivca uporabljali baldahine kot znak enakega dostojanstva. Ko bi novi papež sprejel svojo izvolitev, bi si dal novo ime; v tem času bi drugi kardinali vlekli vrv, pritrjeno na sedeže, da bi spustili baldahine. Do reform, ki jih je uvedel sveti Pij X., so bili baldahini različnih barv, ki so označevale, katere kardinale je imenoval kateri papež. Papež Pavel VI. je popolnoma odpravil baldahine, saj se je v času njegovega papeževanja število zbora tako povečalo, da bi morali sedeti v vrstah po dva proti stenam. Po konklavu, da bi ohranili celovitost marmornih tal Sikstinske kapele, so mizarji namesto rahlo dvignjenega lesenega poda ob leseni klančini v vhodu namestili za tiste kardinale, ki jih je iz takšnih ali drugačnih razlogov treba prevažati v invalidskem vozičku.

## Arhitektura

### Struktura
Kapela je visoka pravokotna zgradba, katere absolutne mere je težko določiti, saj so razpoložljive mere za notranjost: dolžina 40,9 metra in širina 13,4 metra.
Njene zunanjosti ne krasijo arhitekturni ali dekorativni detajli, kot je običajno v mnogih italijanskih cerkvah srednjeveškega in renesančnega obdobja. Nima zunanjih fasad ali zunanjih procesnih vrat, saj je vstop vedno potekal iz notranjih prostorov v Apostolski palači, zunanjost pa je vidna le iz bližnjih oken in svetlobnikov v palači. Ugreznjenost in razpokanost zidov, kar je moralo vplivati tudi na Cappello Maggiore, je zahtevala gradnjo zelo velikih opornikov, da bi oprla zunanje stene. Pridobivanje drugih stavb je dodatno spremenilo zunanji videz kapele.
Stavba je razdeljena na tri nadstropja, od katerih je najnižje zelo visoka kletna etaža z več uporabnimi okni in vrati, ki vodijo na zunanje dvorišče. Notranjost je klet močno obokana, da podpira kapelo. Zgoraj je glavni prostor, Sikstinska kapela, obokani strop se dviga na 20,7 metra. Stavba je imela šest visokih obokanih oken na vsaki strani in dve na obeh koncih, od katerih je več blokiranih. Nad obokom je tretje nadstropje s garderobnimi prostori za stražarje. Na tej ravni je bil zgrajen odprt štrleči prehod, ki je obdajal stavbo, podprto z arkado, ki izvira iz sten. Prehod je bil pokrit, saj je stalni vir vode, ki priteče v obok kapele.

### Notranjost Sikstinske kapele
Splošni proporci kapele uporabljajo dolžino kot mersko enoto. Ta je bila deljena s tri, da dobimo širino, in z dve, da dobimo višino. Ohranjanje razmerja je imelo šest oken navzdol na vsaki strani in dve na obeh koncih. Določena razmerja so bila značilnost renesančne arhitekture in so odražala vse večje zanimanje za klasično dediščino Rima.
Strop kapele je sploščen banjast obok, ki izvira iz stene na ravni izvora okenskih lokov. Ta obok je prečno prerezan z manjšimi oboki nad vsakim oknom, ki razdelijo obod na najnižji ravni v vrsto velikih pendantivov, ki se dvigajo iz plitvih pilastrov med vsakim oknom. Svod oboka je bil prvotno pobarvan v briljantno modri barvi in obarvan z zlatimi zvezdicami, po zasnovi Piermattea Laura de 'Manfredi da Amelia. Tlak je v opus alexandrinum, okrasnem slogu z uporabo marmorja in barvnega kamna v vzorcu, ki odraža zgodnejše proporce v razdelitvi notranjosti in označuje tudi procesijo od glavnih vrat, ki jo je papež uporabljal ob pomembnih priložnostih, kot je Cvetna nedelja.
Zaslon ali transenna v marmorju avtorjev Mino da Fiesole, Andrea Bregno in Giovanni Dalmata deli kapelo na dva dela. Prvotno so ti ustvarili enak prostor za člane Papeške kapele v svetišču blizu oltarja ter romarje in meščane zunaj. Vendar pa se je z naraščanjem števila obiskovalcev zaslon premaknil, kar je zmanjšalo površino za zveste laike. Transenna je pokrita z vrsto okrašenih svečnikov, nekoč pozlačenih in ima lesena vrata, kjer so bila nekoč okrašena vrata iz pozlačenega kovanega železa. Kiparji transenne so zagotovili tudi cantoria ali projekcijsko pevsko galerijo.

## Dekoracija

### Zgodovina
Prva stopnja pri dekoriranju Sikstinske kapele je bila poslikava stropa v modri barvi, posuta z pozlačenimi zvezdami in z okrasnimi obrobami okoli arhitekturnih detajlov pendantivov. To je bilo popolnoma zamenjano, ko je Michelangelo leta 1508 začel delati na stropu.
Od sedanje sheme fresk je najzgodnejši del stranskih sten. Razdeljene so v tri glavne stopnje. Osrednja stopnja sten ima dva cikla slik, ki se dopolnjujejo, Mojzesovo življenje in Življenje Jezusa Kristusa. Leta 1480 jih je naročil papež Sikst IV., izvedli pa so jih Domenico Ghirlandaio, Sandro Botticelli, Pietro Perugino, Cosimo Rosselli in njihove delavnice. Prvotno so potekale po vseh stenah, nato pa so bile zamenjane na obeh končnih stenah.
Projekt je morda nadzoroval Perugino, ki je prišel v kapelo pred Florentince. Verjetno je bilo naročilo Ghirlandaia, Botticellija in Rosellija del projekta sprave med Lorenzom de' Medici, dejanskim vladarjem Firenc in papežem Sikstom IV. Florentinci so začeli delovati v Sikstinski kapeli spomladi 1481.
Pod cikli Mojzesovega in Kristusovega življenja je spodnja raven sten okrašena s freskami v srebru in zlatu. Nad pripovednimi freskami je zgornja stopnja razdeljena na dve coni. Na spodnji ravni oken je Galerija papežev, naslikana hkrati z Življenji. Okoli obokanih vrhov oken so območja, znana kot lunete, ki vsebujejo Kristusove prednike, ki jih je Michelangelo naslikal kot del sheme za strop.
Strop je naročil papež Julij II., naslikal pa ga je Michelangelo med letoma 1508 in 1512. Prvotno je bilo naročilo naslikati dvanajst apostolov na trikotnih pendantivih, ki podpirajo obok; vendar je Michelangelo zahteval proste roke pri slikovni vsebini sheme. Naslikal je serijo devetih slik, ki prikazujejo Božje stvarjenje sveta, Božji odnos s človeštvom in Padec človeka iz Božje milosti. Na velikih pendantivih je naslikal dvanajst svetopisemskih in klasičnih moških in žensk, ki so prerokovali, da bo Bog poslal Jezusa Kristusa za odrešenje človeštva, okoli zgornjih delov oken pa Kristusove prednike.
Leta 1515 je papež Leon X. naročil Rafaelu, da oblikuje serijo desetih tapiserij, ki bodo visele okoli spodnje stopnje sten. Tapiserije prikazujejo dogodke iz Življenja svetega Petra in Življenja svetega Pavla, ustanoviteljev krščanske cerkve v Rimu, kot je opisano v evangelijih in delih apostolov. Dela so se začela sredi leta 1515. Zaradi velikih dimenzij so jih izdelali v Bruslju in je trajalo štiri leta pod rokami tkalcev v delavnici Pieter van Aelsta. Rafaelove tapiserije so bile izropane med opustošenjem Rima leta 1527 in so bile zaradi vsebnosti plemenitih kovin zažgane ali pa so bile razpršene po Evropi. Konec 20. stoletja je bil komplet ponovno sestavljen iz več dodatnih sklopov, ki so bili narejeni po prvem nizu, in so bile ponovno prikazane v Sikstinski kapeli leta 1983. Tapiserije se še naprej uporabljajo na občasnih obredih posebnega pomena. Pripravljalni kartoni v polni velikosti za sedem od desetih tapiserij so znani kot Rafaelovi kartoni in so v Londonu.
Na tej točki je dekorativna shema pokazala dosleden ikonografski vzorec. Niz papežev, ki se je v shemi, ki jo je začel papež Julij, pojavila tik pod dvanajstimi apostoli, bi poudarila apostolsko nasledstvo. Trdili so, da sedanja shema prikazuje dve svetopisemski zavezi, združeni, da bi razkrili Staro napovedovanje in oblikovanje Nove, sintetizirane logike krščanske Biblije.
To je zmotilo nadaljnje naročilo pri Michelangelu, da je okrasil steno nad oltarjem s Poslednjo sodbo, 1537–1541. Slikanje tega prizora je zahtevalo izbris dveh epizod iz Življenj, Jezusovo rojstvo in Najdenje Mojzesa; več papežev in dva sklopa prednikov.

## Freske

### Južna stena
Južno steno krasijo Mojzesove zgodbe, naslikane v letih 1481–1482. Od oltarja so:
- Mojzes odhaja v Egipt, Pietro Perugino in pomočniki
- Mojzesova mladost Sandra Botticellija in njegove delavnice
- Prečkanje Rdečega morja Cosimo Rosselli, Domenico Ghirlandaio ali Biagio di Antonio Tucci
- Spust z gore Sinaj Cosima Rossellija ali Piera di Cosima
- Kaznovanje upornikov Sandro Botticelli
- Testament in Mojzesova smrt avtorja Luca Signorelli ali Bartolomeo della Gatta

### Severna stena
Na severni steni so Zgodbe o Jezusu iz let 1481–1482. Vključujejo:
- Jezusov krst, delo Pietra Perugina in njegovih pomočnikov
- Kristusove skušnjave Sandro Botticelli
- Klicanje apostolov Domenica Ghirlandaia
- Govor na gori, pripisano Cosimu Rosselliju
- Predaja ključev Pietra Perugina
- Zadnja večerja Cosima Rossellija

### Vzhodna stena
- Resurrection of Christ Hendricka van den Broecka (1572) nad izvirnikom Domenica Ghirlandaia
- Disputation over Moses' Body  Matteo da Lecce (1574) o izvirniku Luce Signorellija

### Michelangelove freske
Michelangelu je naročil papež Julij II. leta 1508 prebarvanje oboka ali stropa kapele. Delo je bilo zaključeno med 1508 in koncem 1512. Poslednjo sodbo je naslikal nad oltarjem, med letoma 1535 in 1541, po naročilu papeža Pavla III. Farneseja.
Michelangelo se je ustrašil obsega naročila in že od začetka pristopa Julija II. dal vedeti, da bi ga najraje zavrnil. Zdelo se mu je, da je bolj kipar kot slikar, sumljiv pa je bil, da mu sovražniki ponujajo tako obsežen projekt kot pripravo za neizogiben padec. Za Michelangela je bil projekt odvračanje pozornosti od glavne marmorne skulpture, ki ga je zanimala zadnjih nekaj let.
Virov Michelangelovega navdiha ni enostavno določiti; tako joakimitski kot avguštinski teologi so bili pod Julijevim vplivom.

#### Stropna poslikava
Da bi lahko dosegel strop, je Michelangelo potreboval podporo; prvo idejo je ustvaril Julijev favorizirani arhitekt Donato Bramante, ki mu je želel zgraditi oder, ki bi ga z vrvi obesil v zrak. Vendar pa Bramante ni uspešno opravil naloge, struktura, ki jo je zgradil je bila pomanjkljiva. Perforiral je obok, da bi spustil vrvi, da bi zavaroval oder. Michelangelo se je zasmejal, ko je videl strukturo in verjel, da bo pustila luknje v stropu, ko bo delo končano. Vprašal je Bramanteja, kaj se bo zgodilo, ko bo slikar dosegel luknje, a arhitekt ni imel odgovora.
Zadeva je bila obravnavana pred papežem, ki je Michelangelu ukazal, naj si zgradi oder. Michelangelo je ustvaril ravno leseno ploščad na nosilcih, zgrajenih iz lukenj v steni, visoko blizu vrha oken. V nasprotju s splošnim prepričanjem ni ležal na tem ogrodju med slikanjem, ampak je slikal iz stoječega položaja.
Michelangelo je uporabil svetle barve, ki so lahko vidne s tal. Na najnižjem delu stropa je naslikal Kristusove prednike. Nad tem je upodobil moške in ženske preroke, z Jono nad oltarjem. Na najvišjem odseku je Michelangelo naslikal devet zgodb iz Knjige Geneze. Prvotno mu je bilo naročeno, da naslika le dvanajst figur apostolov. Naročilo je zavrnil, ker se je videl kot kipar, ne kot slikar. Papež je Michelangelu ponudil, da kot kompromis slika svetopisemske prizore po svoji izbiri. Po končanem delu je bilo več kot tristo figur. Njegove figure prikazujejo stvarjenje Adama in Eve, Rajski vrt| ter Vesoljni potop. Jasno je, da je izpostavljena predvsem simbolika, saj si slike ne sledijo v časovnem zaporedju, ampak se niz začne s človeškimi napakami, konča pa s čudežem stvarjenja. Zanimivo je, da obstaja nekaj znamenj, ki kažejo, da je bil vesoljni potop, ki je sicer drugi med svetopisemskimi prizori, dejansko naslikan prvi. Prizor je namreč prenapolnjen, postave so premajhne in težko je razločiti, kaj je upodobljeno. To je verjetno Michelangelo opazil šele, ko si je fresko ogledal s tal, na podlagi te ugotovitve pa je vse ostale prizore naslikal veliko večje.
Slikano območje je dolgo približno 40 m in široko 13 m. To pomeni, da je Michelangelo naslikal več kot 460 m2 fresk.
- Na lunetah ob strani so naslikani predniki Jezusa Kristusa.
- V kotih stropa so kotne kape, ki sestavljajo različne nize in prikazujejo nevarnosti, pred katerimi so se Judje rešili po Božji volji.
- Judita je bila judovska vdova, ki je rešila svoje mesto pred Asirci tako, da je poveljnika Holofrena opila, ko je zaspal, pa mu je odrezala glavo.
- David in Goljat
- Bog pošlje strupene kače nad nezadovoljne Izraelce
- Kralj Perzije ukaže usmrtitev Hamana, ker je hotel z zaroto doseči, da bi kralj ubil Jude.
- Michaelangelo naslika 12 ljudi, ki so prerokovali ali odigrali pomembno vlogo pri prihodu Jezusa Kristusa
- Sedem od naslikanih prerokov je bilo iz Izraela.
- Pet od naslikanih prerokov so bile Sibile iz Antike.
- Niše, na katerih sedijo so iluzionistično naslikane.

#### Prizori iz oltarja
Proti vhodu:
- Bog je ustvaril svet v šestih dneh. Prvi dan je ločil svetlobo od teme.
- Tretji in četrti dan nastanejo Sonce, Luna in Zemlja. Michaelangelo je prizore kronološko pomešal, kakor tudi izpustil, namreč nikjer ne zasledimo petega in šestega dne, ko je ustvaril živali.
- Drugi dan: ločitev zemlje in vode.
- Bog ustvari Adama. Adam čaka, da sprejme od svojega stvarnika naboj življenjske energije. Bog, ki je ovit v draperijo in ga v zraku podpirajo mladostni angeli, steguje desnico; levica je zaščitniško naslonjena okrog še ne ustvarjene Eve, ki zaenkrat obstaja samo v božjem predvidevanju dogodkov.
- Bog ustvari Evo.
- Skušnjava in izključitev. Michaelangelo je ločil prizora z drevesom spoznanja dobrega in zla. Prizor kaže, kako Eva sprejme prepovedan sadež od kače, ki je simbolično prikazana kot pol ženska pol kača, ter Adama, ki trga sadež iz drevesa. V tem prizoru sta mlada. V drugem prizoru Adama in Evo izganja angel z mečem. V tem prizoru zasledimo, da ju je Michaelangelo simbolično naslikal postarana.
- Potem ko so se rešili pred vesoljnim potopom, si Noetova družina privošči pojedino. Prizor prikazuje žrtvovanja ovce.
- Vesoljni potop - v ospredju vidimo ljudi, ki se poskušajo rešiti pred naraslo vodo. V ozadju zasledimo Noetovo barko z družino.
- Po poplavi Noe obdeluje zemljo in vidimo, da ima vinograd. Prizor ga prikazuje pijanega in golega. Ob njem so njegovi sinovi. Najmlajši izmed njih ga zakriva. Ti prizori kažejo, kako se človeštvo še bolj oddaljuje od Boga.

#### Poslednja sodba
Poslednjo sodbo je Michelangelo naslikal med letoma 1535 in 1541, med dvema pomembnima zgodovinskima dogodkoma: opustošenjem Rima s strani plačancev Svetega rimskega cesarstva leta 1527 in [[Tridentinski koncil|Tridentskim koncilom]g, ki se je začel leta 1545. Delo je bilo zasnovano na veliko in obsega celotno steno za oltarjem Sikstinske kapele. Slika prikazuje drugi Kristusov prihod na sodni dan, kot je opisano v Janezovem razodetju, 20. poglavje. Visoko na steni je junaška figura Kristusa, svetniki pa so okrog njega združeni v skupine. V spodnjem levem kotu slike mrtvi vstajajo iz grobov in se vzpenjajo, da bi jim sodili. Na desni so tisti, ki so dodeljeni v pekel in jih demoni vlečejo navzdol.
Poslednja sodba je bila predmet ostrega spora med kardinalom Carafo in Michelangelom. Ker je upodobil gole figure, je bil umetnik obtožen nemoralnosti in nespodobnosti. Carafa in monsinjor Sernini (veleposlanik Mantove) sta za odstranitev fresk organizirala cenzurno kampanjo (znano kot »kampanja iz smokvinih listov«).
Papežev mojster ceremonij Biagio da Cesena je dejal: »Najbolj sramotno je bilo, da bi na tako svetem mestu morali biti upodobljeni vsi ti goli liki, ki so se tako sramotno izpostavili in da to ni delo za papeško kapelo, ampak za javnost. kopeli in krčme.« Michelangelo je v odgovor na to, da je Cesena nastal kot Minos, sodnik podzemlja. Rečeno je, da je papež, ko se mu je pritožil, odgovoril, da njegova pristojnost ne sega v pekel, zato bo portret moral ostati. Michelangelo je naslikal tudi svoj portret, na ogoleli koži svetega Bartolomeja.
Spolne organe na freski je pozneje pokril umetnik Daniele da Volterra, ki se ga zgodovina spominja s ponižujočim vzdevkom Il Braghettone ("slikar hlač").

## Obnova in polemike
Obnova stropa Sikstinske kapele se je začela 7. novembra 1984. Kapela je bila ponovno odprta za javnost 8. aprila 1994. Del obnove, ki je povzročil največ skrbi, je strop, ki ga je naslikal Michelangelo. Pojav svetlo obarvanih Kristusovih prednikov iz mraka je sprožil reakcijo strahu, da so bili postopki čiščenja prehudi in so odstranili umetnikov prvotni namen.
Težava je v analizi in razumevanju tehnik, ki jih je uporabljal Michelangelo in tehničnem odzivu restavratorjev na to razumevanje. Podroben pregled fresk lunet je restavratorje prepričal, da je Michelangelo delal izključno na buon fresco (pri kateri se na moker omet nanesejo alkalno odporni pigmenti, zmleti v vodi.); umetnik je delal samo na sveže položenem ometu in vsak del dela je bil zaključen, ko je bil omet še v svežem stanju. Z drugimi besedami, verjeli so, da Michelangelo ne dela al secco; kasneje se ni vrnil in na suhi omet dodal podrobnosti.
Restavratorji so ob predpostavki, da je umetnik slikarsko deloval univerzalno, sprejeli univerzalni pristop k restavraciji. Odločeno je bilo, da so vse senčne plasti živalskega lepila in "svetilno črne", ves vosek in vsa pobarvana območja tako ali drugače kontaminirana: usedline dima, prejšnji poskusi obnove in naslikana območja poznejših restavratorjev, da bi popestrili videz dela. Na podlagi te odločitve so se v skladu s kritičnim branjem Arguimbauovih obnovitvenih podatkov, ki so bili posredovani, kemiki restavratorske ekipe odločili za topilo, ki bi učinkovito odstranilo strop do ometa, impregniranega z barvo. Po obdelavi bi ostalo le tisto, kar je bilo naslikano buon fresco.

## Replike
Edino reprodukcijo stropa Sikstinske kapele je naslikal Gary Bevans v katoliški cerkvi angleških mučenikov v Goring-by-Seau, Worthing, West Sussex, Anglija. Arhitekturna in fotografska replika celotne stavbe v polni velikosti je bila naročena s strani mehiške vlade in financirana od zasebnih donatorjev. Na ogled je bil v Ciudad de Mexico od 1. junija do 15. julija 2016. Za reprodukcijo celotne freske in tapiserij je bilo potrebnih 2,6 milijona fotografij visoke ločljivosti. Pred vstopom v stavbo se obiskovalcem prikaže videoposnetek zgodovine kapele; v notranjosti svetlobno-zvočna predstavitev razlaga vsebino vsake freske.

## Citati o Michelangelovih freskah v Sikstinski kapeli
Brez ogleda Sikstinske kapele si ne moremo ustvariti pomembne predstave o tem, kaj je sposoben doseči en človek. — Johann Wolfgang Goethe, 23 August 1787, 
 To delo je bilo in je resnično svetilnik naše umetnosti in je slikarski umetnosti prineslo tako korist in razsvetljenje, da je zadostovalo za osvetlitev sveta, ki je toliko sto let ostal v temi. Če povem po resnici, vsakemu, ki je slikar, ni treba več skrbeti, da bi videl novosti in izume, nove načine slikanja poz, oblačila na figurah in različne podrobnosti, ki navdušujejo, saj je Michelangelo temu delu dal vso popolnost ki jo je mogoče dati takšnim podrobnostim. — Giorgio Vasari on Michelangelo's frescoes in the Sistine Chapel

## Glasbene predstave
Od začetka kapele je zbor Sikstinske kapele pel brez spremljave glasbil, saj v kapeli ni bilo dovoljeno igrati instrumentov. To je bilo problematično, saj zboru ni bilo mogoče dati glasbenega izhodišča. Namesto, da bi instrument dal začetno višino, je bila rešitev v tem, da je posameznikom, ki so peli, najprej dovoljeno, da izbere začetno višino. To navodilo je bilo podano po apostolskem obisku zbora leta 1630:
Quando si ha da cominciare a cantare ciascuno lasci cominciare it più vecchio, quale se non intonata bene dovere essere puntato con rigore.
19. februarja 2014 je kanadska violinistka Rosemary Siemens postala prva solo instrumentalistka, ki je nastopila v Sikstinski kapeli. Zgodovinski nastop je bil za dogodek z naslovom Spiritual Elevation kot del Fondazione Pro Musical e Arte Sacra, kjer je bil Siemens skupaj z vokalistko Mary Zilba in harfistom Markom Edwardom Spencerjem gostujoči solist. Siemens, Zilba in Spencer so izvedli kombinacijo pesmi Amazing Grace in Be Thou My Vision. Zgodovinski nastop je potekal skupaj s simfoničnim zborom Continuo Arts, ki ga vodi dirigentka Candace Wicke. Siemens se je pridružil tudi simfoničnemu zboru Continuo Arts za requiem z naslovom Requiem For My Mother, ki ga je komponiral Stephen Edwards.
29. aprila 2016 je The Edge (U2) postal prvi rock umetnik, ki je v kapeli v okviru konference o regenerativnih zdravilih z naslovom Cellular Horizons priredil koncert sodobne glasbe. The Edge so izvedli skladbe Walk On, Yahweh, Ordinary Love založbe U2, pa tudi naslovnico Leonarda Cohena za skladbo If It Be Your Will, ki jo podpira irski zbor. Sprva so poročali, da je bil The Edge prvi solo instrumentalist, ki je nastopil v kapeli, vendar je The Blaze pozneje umaknil zgodbo, ko je bil obveščen, da je violinistka Rosemary Siemens dve leti prej nastopila v kapeli.
Leta 2017 je Cecilia Bartoli postala prva ženska, ki je nastopila skupaj z moškim zborom Sikstinske kapele. Bartoli je izvedel Beato Viscera renesančnega skladatelja Perotina.
Prvi koncert v živo, ki se je predvajal v kapeli, je potekal 22. aprila 2018, na katerem je nastopila verzija škotskega skladatelja Jamesa MacMilliana Stabat Mater britanske zborovske skupine The Sixteen in ansambla komornega orkestra Britten Sinfonia. Koncerta se je v živo udeležilo več kot tristo ljudi in se je pretakal v živo prek spletne strani Classic FM.